# Amata symphona
Amata symphona är en fjärilsart som beskrevs av Swinhoe 1907. Amata symphona ingår i släktet Amata och familjen björnspinnare. Inga underarter finns listade i Catalogue of Life.